# 19.ª Divisão (Japão)
A 19ª Divisão foi uma divisão de infantaria do Império do Japão que serviu durante a Segunda Guerra Mundial. A divisão foi formada 24 de dezembro de 1915 em Rana, sendo desmobilizada no da 30 de setembro de 1945 com o fim da guerra.

## Comandantes
| Comandante                       | Data                                            |
| -------------------------------- | ----------------------------------------------- |
| General Koichiro Tachibara       | 1 de abril de 1916 - 24 de julho de 1918        |
| Lt. General Tomotake Takashima   | 24 de julho de 1918 - 20 de julho de 1921       |
| Lt. General Taro Ueda            | 20 de julho de 1921 - 4 de fevereiro de 1924    |
| Lt. General Tsunesaburo Takegami | 4 de fevereiro de 1924 - 28 de julho de 1926    |
| Lt. General Hisashi Watanabe     | 28 de julho de 1926 - 1 de agosto de 1929       |
| Lt. General Yoshiyuki Kawashima  | 1 de agosto de 1929 - 7 de novembro de 1930     |
| Lt. General Hisashi Mori         | 7 de novembro de 1930 - 18 de março de 1933     |
| Lt. General Sadao Ushijima       | 18 de março de 1933 - 15 de março de 1935       |
| Lt. General Mitsuhiko Suzuki     | 15 de março de 1935 - 1 de março de 1937        |
| Lt. General Kamezo Odaka         | 1 de março de 1937 - 11 de novembro de 1938     |
| Lt. General Shigekazu Hada       | 11 de novembro de 1938 - 28 de setembro de 1940 |
| Lt. General Yoshio Kozuki        | 28 de setembro de 1940 - 1 de julho de 1942     |
| Lt. General Yoshiharu Ozaki      | 1 de julho de 1942 - 30 de setembro de 1945     |

## Subordinação
- Exército Chosen - abril de 1916
- 14º Exército de Campo - de dezembro de 1944

## Ordem da Batalha
novembro de 1942
- 19. Grupo de Infantaria (desmobilizada no dia 16 de novembro de 1944)
- 73. Regimento de Infantaria
- 75. Regimento de Infantaria
- 76. Regimento de Infantaria
- 19. Regimento de Reconhecimento
- 23. Corpo Blindado
- 25. Regimento de Artilharia de Montanha
- 19. Regimento de Engenharia
- 19. Regimento de Transporte
- Unidade de comunicação